# Декларация прав солдата
Декларация прав солдата («Приказ о введении положений об основных правах военнослужащих») — приказ по армии и флоту, изданный военным и морским министром А. Ф. Керенским 11 мая 1917 года. 
Декларация являлась важной составляющей «демократизации» армии — в ней провозглашалось предоставление солдатам всех гражданских прав: свободы совести, политических, религиозных, социальных взглядов; в ней также говорилось о недопустимости телесных и оскорбительных наказаний.

... я вспомнил слово о Керенском одного глубоко военного человека: «Его попрекнули декларацией прав солдата. Это были булавочные уколы. Я, боевой офицер, с удовольствием расширил бы солдатские права. Но за то потребовал бы и „декларации обязанностей солдата“. ...— Куприн А. И., Пёстрая книга. Несобранное и забытое. Пенза, 2015 год.
Автором «декларации прав солдата» являлся видный деятель партии социалистов-революционеров В. Л. Утгоф, составленной в февральскую революцию.